# Volksmarinedivision

Volksmarinedivision während der Novemberrevolution 1918 in Berlin

Die Volksmarinedivision war eine bewaffnete Formation, die im Zuge der Novemberrevolution am Ende des Ersten Weltkrieges in Deutschland entstand. Die etwa 3.000 Mann starke Truppe setzte sich aus Teilnehmern des Kieler Matrosenaufstands und in Berlin ansässigen Marinesoldaten zusammen, die sich den Zielen der Revolution verpflichtet sahen. 
Auf Vorschlag des Obermaats Paul Wieczorek wurde sie am Waffenstillstandstag, dem 11. November 1918,  vom Volksmarinerat von Groß Berlin und Vororten im Berliner Marstall aufgestellt. Die revolutionären Matrosen der ehemaligen Kaiserlichen Marine sollten dem neuen Polizeipräsidenten von Berlin, Emil Eichhorn (USPD), als bewaffnete Ordnungsmacht zur Verfügung gestellt werden. Zum ersten Kommandeur wurde Wieczorek gewählt.

## Geschichte

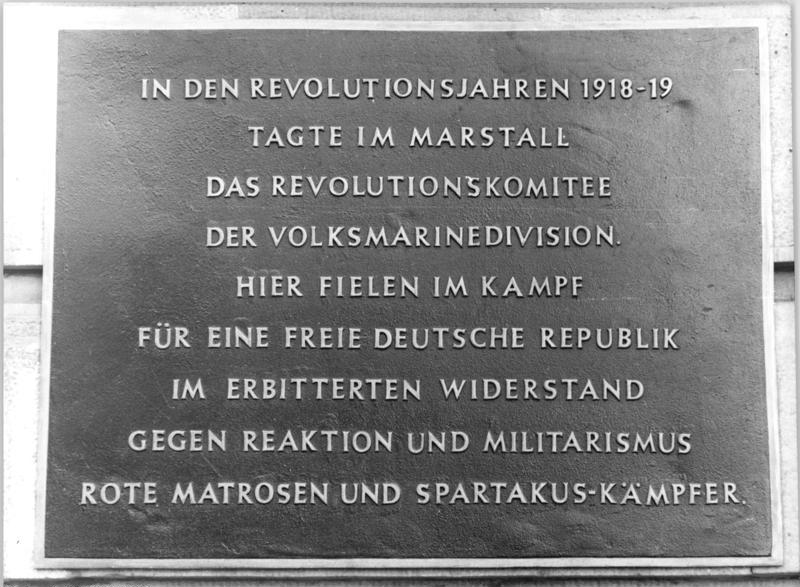
Gedenktafel von 1978 für die Volksmarinedivision am Neuen Marstall

Mit Ausbruch der Novemberrevolution am 9. November 1918 wurde Graf Hermann Wolff-Metternich durch Friedrich Ebert mit der Aufstellung einer „Sicherheitswehr zum Schutze des Stadtzentrums und der Regierungsgebäude“ beauftragt. Am 11. November gründete sich im Marstall die Volksmarinedivision, die der spätere Divisionskommandeur Fritz Radtke in seinen Tagebuchaufzeichnungen als Organisation bezeichnet, „die für Ruhe und Ordnung sorgen soll“. Radtke wird zum Kommandanten des Marstalls gewählt. Wenige Tage später, am 14. November 1918 kam es nach einer Unterredung mit Wolff-Metternich und dem sozialdemokratischen Berliner Stadtkommandanten Otto Wels mit Korvettenkapitän Friedrich Brettschneider zu einem Anschlag auf die revolutionäre Divisionsführung, bei dem der Kommandeur Paul Wieczorek erschossen wurde. Weitere Mitglieder der Führung blieben unverletzt. Wenige Stunden danach wurde der Cuxhavener Matrose Otto Tost zum neuen Kommandeur der Volksmarinedivision gewählt.

### Unterstützung der Regierung Ebert
Zusammen mit anderen Einheiten marschierten am 6. Dezember 1918 Teile der Division unter dem Kommando des Oberleutnants der Reserve Hermann von Wolff-Metternich zusammen mit anderen Einheiten zur Reichskanzlei und sprachen Friedrich Ebert öffentlich ihre Unterstützung aus, forderten Wahlen zur Nationalversammlung noch im Dezember 1918 und kritisierten den Vollzugsrat der Arbeiter- und Soldatenräte Großberlin. Von Seiten der Matrosen wurde Ebert das Amt eines Präsidenten angeboten. Dieser wiegelte ab. Die Truppen zogen daraufhin ab und durchsuchten die Räume der Redaktion der Roten Fahne. Von anderen Truppen (nicht von der Volksmarinedivision) wurde der Vollzugsrat verhaftet. Daraufhin kam es zu gewalttätigen Auseinandersetzungen. Die Planungen, Ebert durch die Truppen als Staatsoberhaupt mit diktatorischen Vollmachten ausrufen zu lassen, stammten vom Oberst in der Obersten Heeresleitung Hans von Haeften. Ziel war es, die Arbeiter- und Soldatenräte auszuschalten und die Kommandogewalt der Offiziere wiederherzustellen. Haeften sprach darüber mit dem Ministerialdirektor Ferdinand von Stumm. Dieser hatte vorgeschlagen, die von seinem Verwandten Metternich geführte Volksmarinedivision das Unternehmen führen zu lassen.

### Linkswendung
In den folgenden Wochen begann sich die Truppe mehr nach links zu orientieren. Eine Abteilung bewachte am 30. Dezember 1918 das Preußische Abgeordnetenhaus in Berlin, wo der Gründungsparteitag der Kommunistischen Partei Deutschlands stattfand.
Die Volksmarinedivision, die sich im Stadtschloss einquartiert hatte, rief zunehmend den Unmut der politisch Verantwortlichen hervor. Finanzminister Hugo Simon beschuldigte am 12. Dezember die Truppe des Diebstahls von großen Werten. Nach dem Einzug der Gardetruppen drängte vor allem das Militär darauf, die Division aufzulösen. Otto Wels als Stadtkommandant von Berlin plante, die zuverlässigen Teile in die republikanische Reichswehr einzugliedern und den Rest bei Zahlung einer Abfindung zu entlassen. Die Truppe weigerte sich. Daraufhin stellte ihr Wels ein Ultimatum, bis zum 16. Dezember das Schloss zu räumen. Auch darauf reagierte die Volksmarinedivision nicht. Vielmehr gelang es Heinrich Dorrenbach, einem einflussreichen Mitglied im Hauptausschuss der Division, am 17. Dezember einen Beschluss der Soldatenräte von Großberlin durchzusetzen. Danach sollten die Soldatenräte die Träger der obersten Kommandogewalt über die Heeresverbände bilden, alle Rangabzeichen sollten abgeschafft und alle Offiziere entlassen werden. Eine Abordnung der Volksmarinedivision drang in das Plenum des Reichsrätekongresses ein und verlangte über die Punkte eine sofortige Beschlussfassung. Es gelang Hugo Haase nach heftigen Tumulten, die Versammlung auf den nächsten Tag zu vertagen. Auf Druck der Soldatenräte wurden am 18. Dezember die Hamburger Punkte beschlossen, die den Forderungen der Volksmarinedivision sehr nahe kamen.

### Weihnachtskämpfe

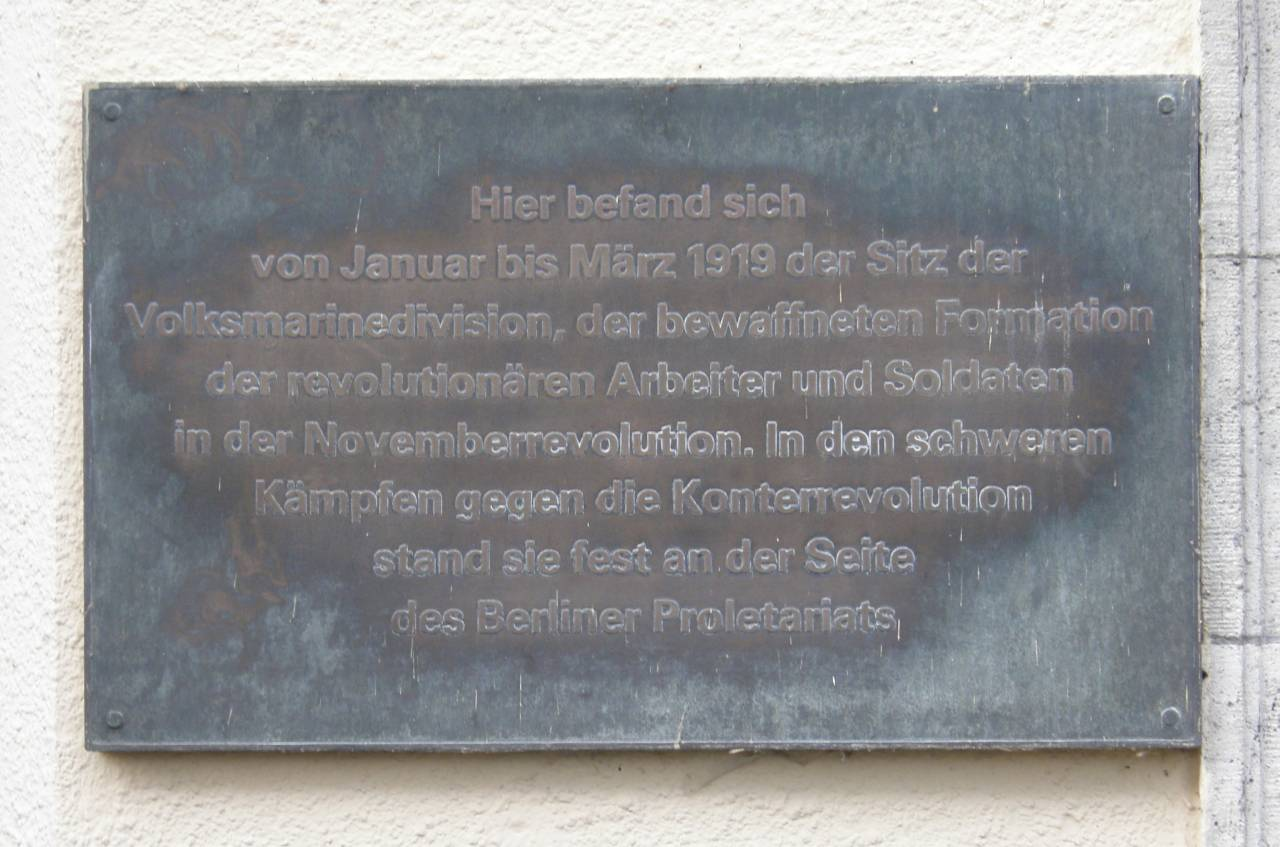
Gedenktafel von 1980 für die Volksmarinedivision am Marinehaus

Die Weigerung der Volksmarinedivision, das Schloss ohne die ausstehende Soldzahlung zu verlassen, führte am 23. und 24. Dezember 1918 zu den sogenannten Weihnachtskämpfen. In deren Verlauf nahm die Division Otto Wels gefangen, setzte die Regierung fest und kontrollierte die Telefonzentrale der Reichskanzlei. Ebert sah schließlich keine andere Möglichkeit mehr, als erstmals die Armee im Rahmen des Ebert-Groener-Pakts um Unterstützung zu bitten. Mit Geschützen gingen reguläre Truppen unter dem Kommando von General Arnold Lequis gegen die Volksmarinedivision vor, konnten das Schloss aber nicht erstürmen, da die Volksmarinedivision von bewaffneten Arbeitern und andere revolutionären Einheiten unterstützt wurde. Nachdem 56 Soldaten der Regierungstruppen und daneben noch Zivilisten getötet worden waren, gab Ebert den Befehl zur Einstellung der Kämpfe. Die Regierung musste der Volksmarinedivision daraufhin erhebliche Zugeständnisse machen. Die Truppe blieb als Ganzes erhalten; wurde als eine Einheit in die Republikanische Soldatenwehr übernommen und erhielt den ausstehenden Sold, der das Hauptmotiv der Matrosen bei den Kämpfen gewesen zu sein scheint. Nach Einschätzung des Zeitgenossen Arthur Rosenberg war die Volksmarinedivision „in Wirklichkeit […] eine echte Söldnerformation, der ihre materiellen Interessen viel wichtiger waren als jede Politik“. Wels wurde als Stadtkommandant abgelöst. Politisch führten die Weihnachtskämpfe zum Bruch der Koalition aus SPD und USPD.

### Januar- und Märzkämpfe
Bei den Januarkämpfen von 1919 stand die Truppe trotz ihrer Eingliederung in die Republikanische Soldatenwehr auf der Seite der radikalen Linken. Ihr Kommandeur Dorrenbach spielte bei der Entscheidung zum Losschlagen insofern eine entscheidende Rolle, als er behauptete, dass nicht nur die Volksmarinedivision, sondern alle Truppen in Berlin hinter den Revolutionären Obleuten ständen und bereit seien, gegen die Regierung von Ebert und Philipp Scheidemann mit Gewalt vorzugehen. Dies war einer der Auslöser dafür, dass Karl Liebknecht und andere Anwesende sich durch den Druck der Truppe veranlasst sahen, nicht nur gegen die Entlassung des Polizeipräsidenten Emil Eichhorn zu protestieren, sondern auf den Sturz der Regierung abzuzielen.
Bei den Kämpfen selbst erwiesen sich Dorrenbachs Angaben als völlig unzutreffend. Die Berliner Truppen unterstützten den Aufstand nicht und selbst die Volksmarinedivision blieb neutral.
Bei den Märzkämpfen wurden am 5. März 1919 die Reste der Volksmarinedivision zum Entsatz der im Polizeipräsidium eingeschlossenen Regierungstruppen befohlen. Die dort verschanzten Einheiten hielten die Division jedoch für Gegner und eröffneten das Feuer. Die Matrosen schossen zurück und schlossen sich den Aufständischen an. Die Regierungstruppen gingen mit Brutalität gegen ihre Gegner vor. Ein Oberleutnant Otto Marloh allein ließ etwa 30 Matrosen erschießen. Die Republikanische Soldatenwehr und mit ihr die Volksmarinedivision wurden daraufhin aufgelöst.

## Struktur
Zunächst umfasste die Volksmarinedivision rund 600 Mann, am 13. November 1918 bereits 1.500 und Ende November etwa 3.200 Mann. Bis Dezember 1918 ging die Zahl auf 1.800 zurück. Unter den Angehörigen der Volksmarinedivision waren Mitglieder von SPD, USPD, Spartakisten und Kommunisten, meist waren es jedoch parteilose Matrosen.
Die Volksmarinedivision war in ihrer bedeutendsten Zeit in drei Abteilungen gegliedert. Die I. Abteilung mit 1.550 Mann hatte ihren Standort im Marstall und war unter anderem für die Bewachung von Reichskanzlei, Reichsbank, Museumsinsel und des Ullstein Verlags zuständig.
Die II. Abteilung mit 800 Mann hatte ihren Standort zunächst im Berliner Schloss, später in einem Lokal in der Kistenmacherstraße und danach im Preußischen Abgeordnetenhaus. Dieser Abteilung oblag die Bewachung des Preußischen Abgeordneten- und Herrenhauses.
Die III. Abteilung bestand zumeist aus Cuxhavener Matrosen und erreichte eine Stärke von 900 Mann. Ihr Standort war am Lehrter Bahnhof in Berlin. Sie versah Bereitschafts- und Streifendienst sowie die Bewachung der Bahnhöfe.
Die Verwaltungsabteilung der Volksmarinedivision mit 100 Mann hatte ihren Sitz zunächst im Marstall, später im Marinehaus am Märkischen Ufer 48/50. Dort ist auch eine Gedenktafel für den Stab der Volksmarinedivision angebracht. Zu ihren Aufgaben gehörten die Tätigkeiten der rückwärtigen Dienste.

## Kommandeure der Volksmarinedivision
| Dienstzeit                              | Name                               |
| --------------------------------------- | ---------------------------------- |
| 11. November 1918 bis 13. November 1918 | Paul Wieczorek                     |
| 13. November 1918 bis 23. November 1918 | Otto Tost                          |
| 23. November 1918 bis 7. Dezember 1918  | Graf Hermann Wolff-Metternich      |
| 8. Dezember 1918 bis 8. Januar 1919     | Fritz Radtke                       |
| 8. Januar 1919 bis 11. März 1919        | Walter Junge und Markus Markiewicz |

## Rezeption
Die Seestreitkräfte der Deutschen Demokratischen Republik erhielten in der Tradition der Volksmarinedivision den Namen Volksmarine. Darüber hinaus wurden Truppenteile und Schiffe der DDR nach bekannten Mitgliedern der Volksmarinedivision benannt.

### Filme
- Ernst Thälmann – Sohn seiner Klasse, DEFA-Spielfilm, 1953/1954, lit. Szenarium: Willi Bredel u. Michael Tschesno-Hell.
- Matrosen in Berlin (DDR 1978, Regie Günter Jordan, DEFA-Studio für Dokumentarfilme).